# Mattone di fango

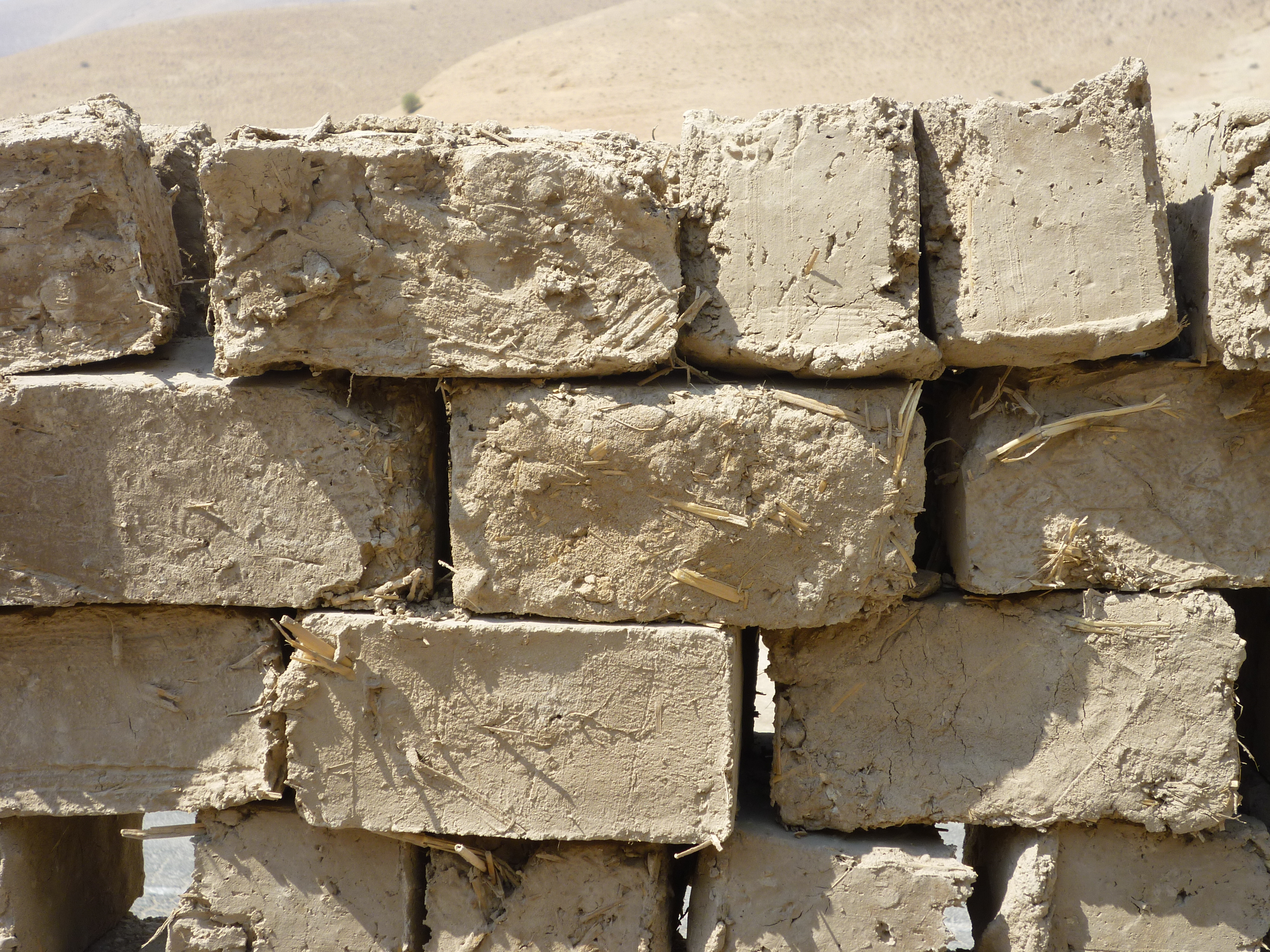
Mattoni di terra di recente fabbricazione in Cisgiordania (2011)

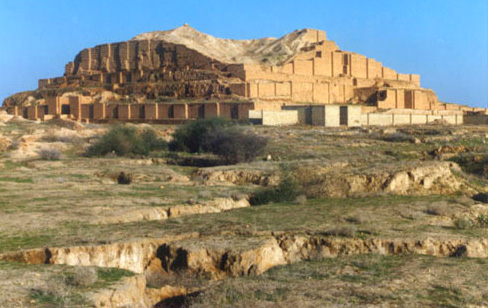
Ziggurat Choqa zanbil, del XIII secolo avanti Cristo, costituito da mattoni di argilla combinati con mattoni cotti in fornace.

Un mattone di fango è un mattone non cotto nella fornace, costituito da una miscela di argilla, terra, sabbia e acqua, mescolata con un materiale legante come fibre di riso, di canne o di canapa. Solitamente i fabbricanti di questi mattoni usano una miscela umida rigida che lasciano asciugare al sole per 25 giorni.
Il nome di questo tipo di mattone è adobe o adobo, in Sardegna si chiama ladiri. Nelle regioni calde e secche dei deserti e delle steppe, dove è disponibile poco legname per costruzioni e per alimentare il fuoco di una fornace per mattoni, i mattoni vengono generalmente cotti al sole. 
Questo ha come inconveniente che la loro vita utile è ridotta a circa 30 anni, dopo di che cominciano a sbriciolarsi e spaccarsi fino a collassare. Una volta che un edificio crollava, erano necessari nuovi mattoni, e la nuova struttura veniva ricostruita sopra le macerie delle vecchie pareti di mattoni di terra cotti. Questo fenomeno è la ragione principale per la quale molte antiche città si trovano su dei piccoli monti noti come "tell". 
In alcuni casi, i costruttori di mattoni prolungavano la vita dei mattoni di terra collocando dei mattoni cotti in fornace oppure coprendo i mattoni di terra con un intonaco particolarmente ricco di calce, con proprietà idrorepellenti. Gli adobe sono un tipo di mattoni di terra utilizzati anche al giorno d'oggi per il risparmio di energia e sono un modo ambientalmente efficace per isolare una casa. Questo tipo di abitazione tende a rimanere fresca in estate e tiepida in inverno.

## Banco

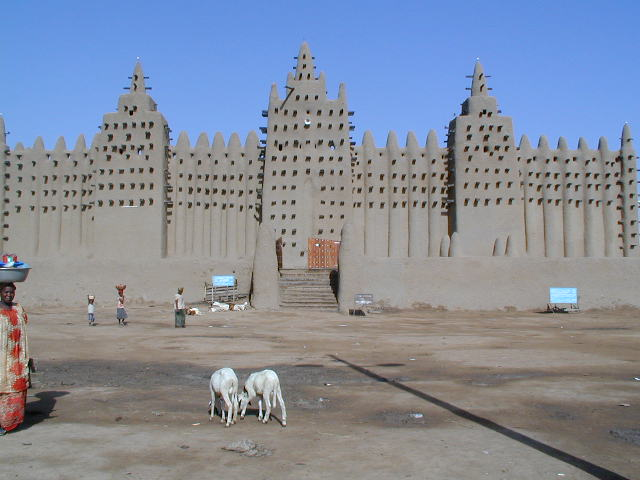
Grande moschea di Djenné, la maggiore struttura costruita con mattoni di terra nel mondo.

La Grande moschea di Djenné, nel centro di Mali, è la struttura più grande del mondo in mattoni di terra. Come gran parte dell'architettura del Sahel, è costruita con mattoni di terra chiamati  Banco: una miscela di pezzetti di terra e grano fermentato, utilizzabile sia per creare mattoni, sia da applicare su superfici come intonaco, che è simile alla pasta a grandi linee. Tale intonaco deve essere riapplicato ogni anno.

## Mondo antico
Gli abitanti della Mehrgarh dell'Asia del Sud costruirono e vissero, in case di mattoni di terra tra il 7000-3300 a.C. Queste case erano in uso nel Medio Oriente durante il periodo Neolitico preceramico B. La Mesopotamia utilizzava mattoni seccati al sole nella costruzione di città perché in genere questi mattoni sono stabili sui piano-convesso. Alcuni mattoni si sono formati in uno stampo quadrato e arrotondato in modo che il centro fosse più spesso rispetto alle estremità. Nella civiltà minoica nel sito di Cnosso sull'isola di Creta, vi è la prova archeologica che mattoni seccati al sole sono stati utilizzati nel Neolitico (ad esempio nel 3400 a.C.).
I mattoni di terra venivano usati con una certa frequenza nell'Antico Egitto, nell'epoca tolemaica e l'utilizzo dei mattoni di terra aumentò durante la colonizzazione romana.
Gli Egizi costruirono in pietra templi e dimore per l'eternità ma palazzi, città e sovente cinte murarie vennero edificati con mattoni di fango estremamente deperibili nel tempo e l'intervento umano distrusse quasi tutto quello che restava perché i mattoni vennero usati per ampliare la superficie delle terre coltivabili della Valle essendo anche ottimi come fertilizzante.

## Architettura di mattoni di terra cruda in Sardegna
Una tecnica abbastanza diffusa in tutta l'isola, anche se caratteristica di tutta la piana del Campidano.
Attualmente sono visibili in quasi tutti i centri storici dei centri abitati sardi, in quanto l'usanza è stata persa con l'introduzione dei blocchetti di cemento, molto più resistenti e soprattutto meno costosi.

## Architettura di mattoni di terra nel mondo

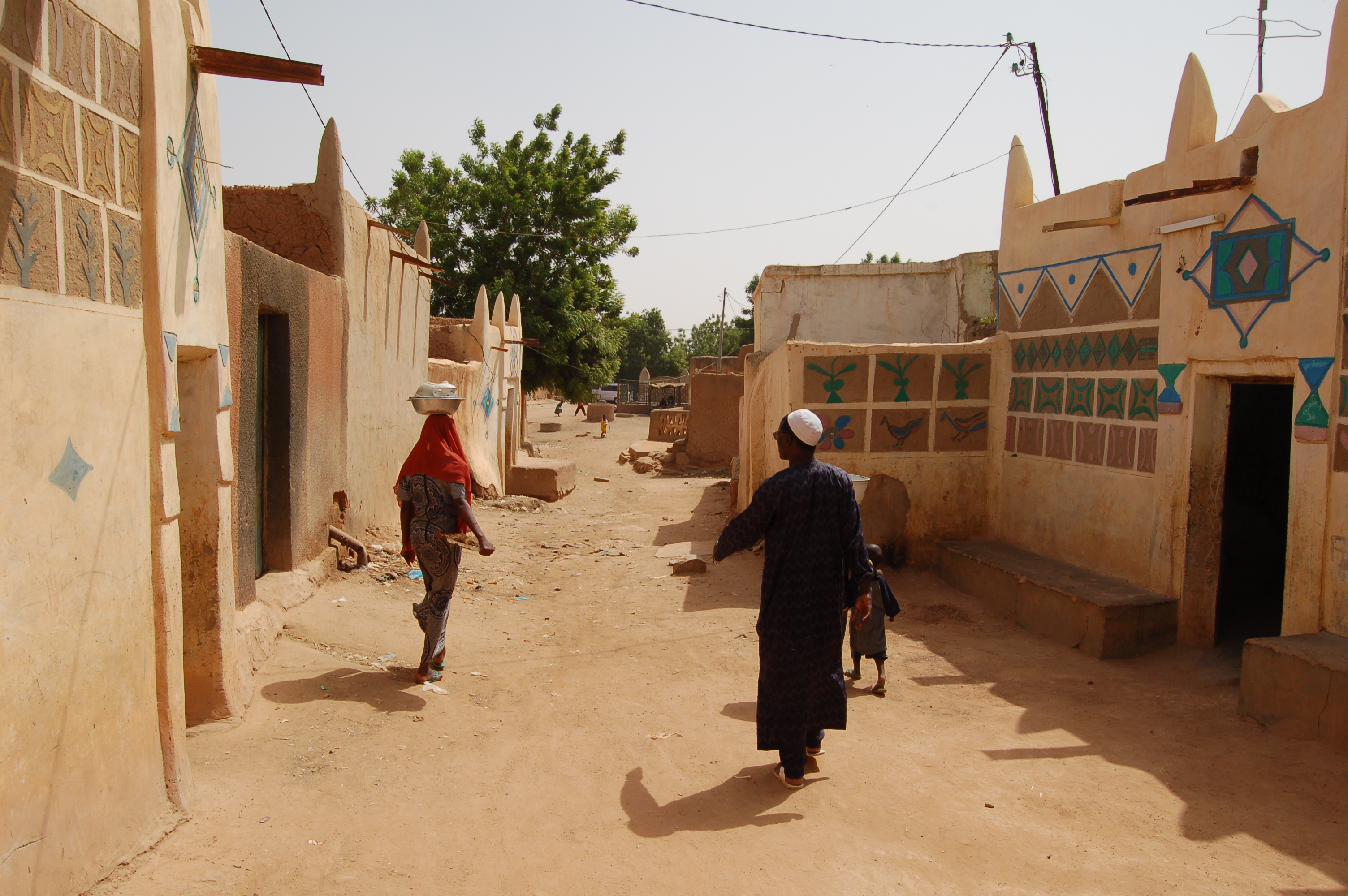
L'area vecchia della città di Zinder, Niger, con delle tradizionali case costruite con mattoni di terra dipinti.
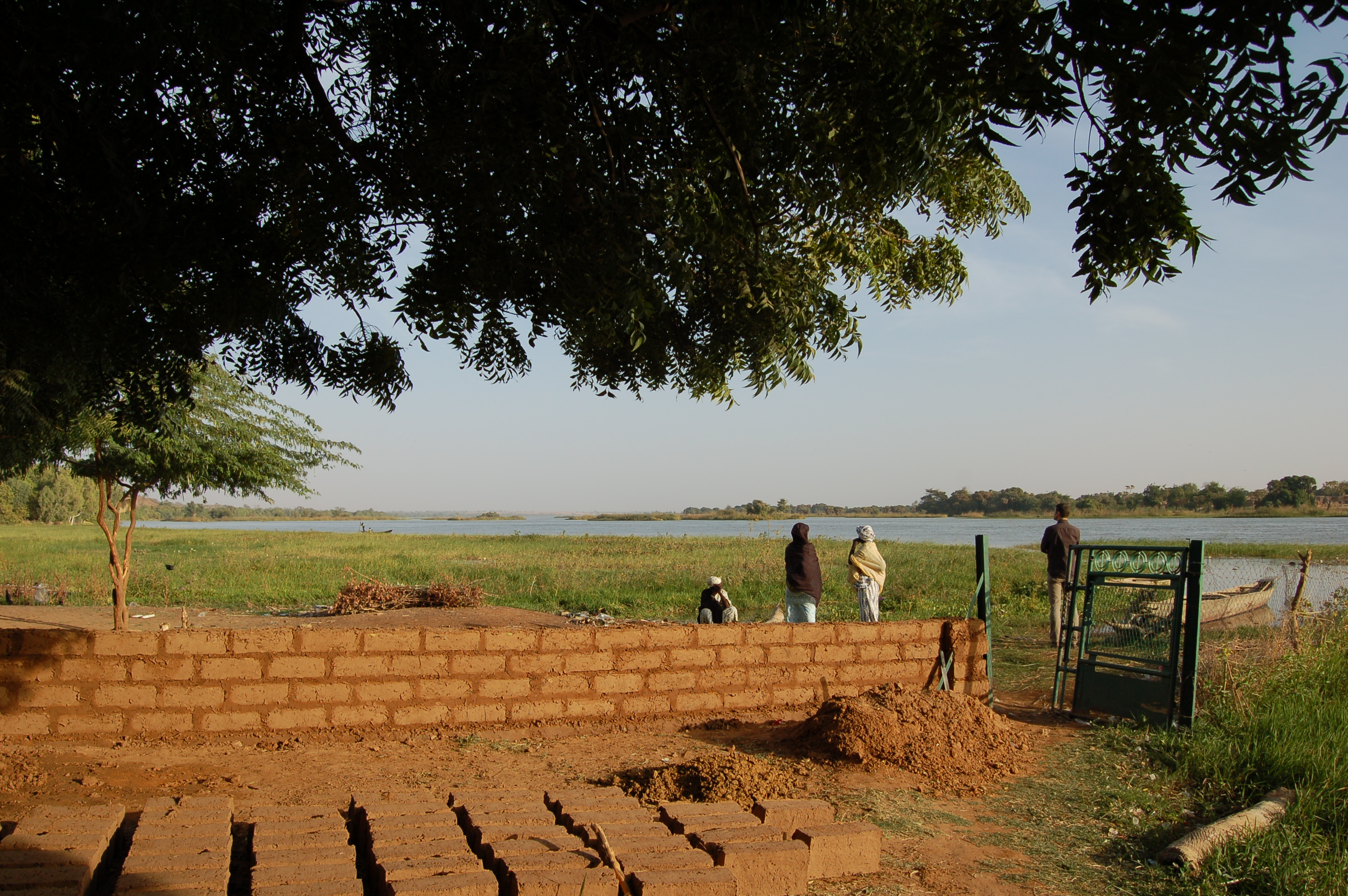
Produzione di mattoni di terra destinati all'edilizia in Niger, 2007.
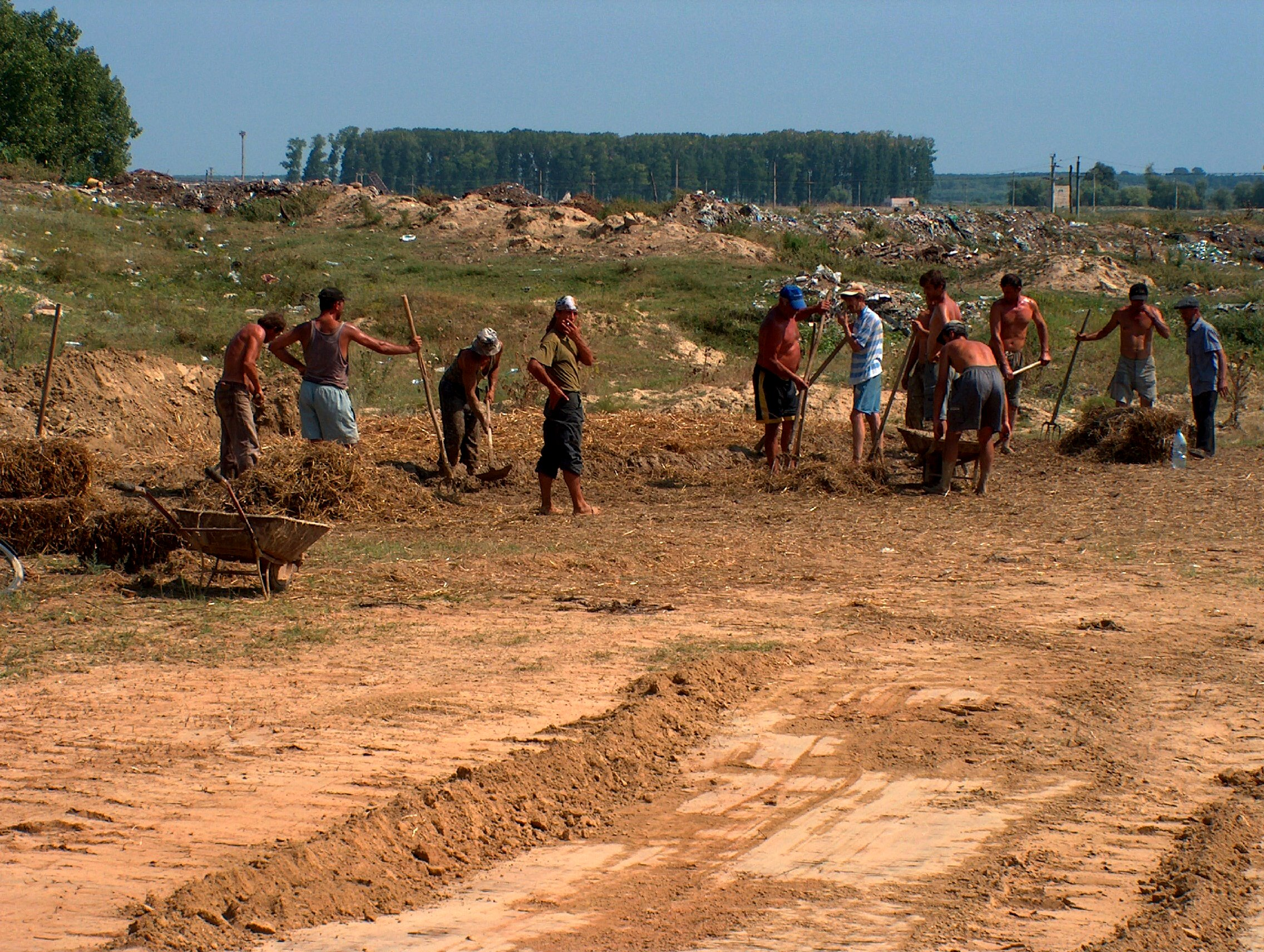
I mattoni di terra sono ancora usati in Romania, sul delta del Danubio.
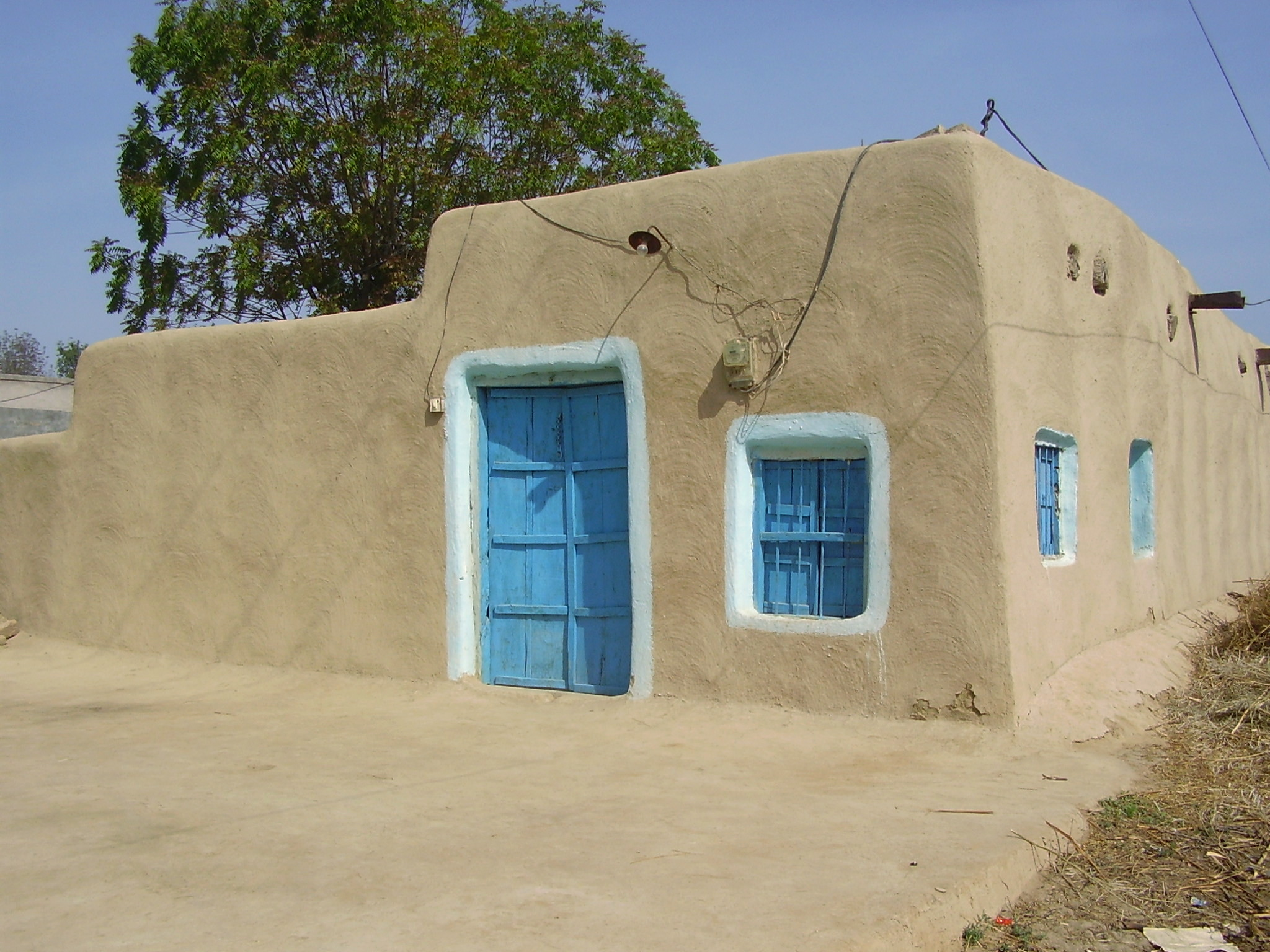
Una casa in mattoni di terra nella regione del Punjab, in Pakistan.
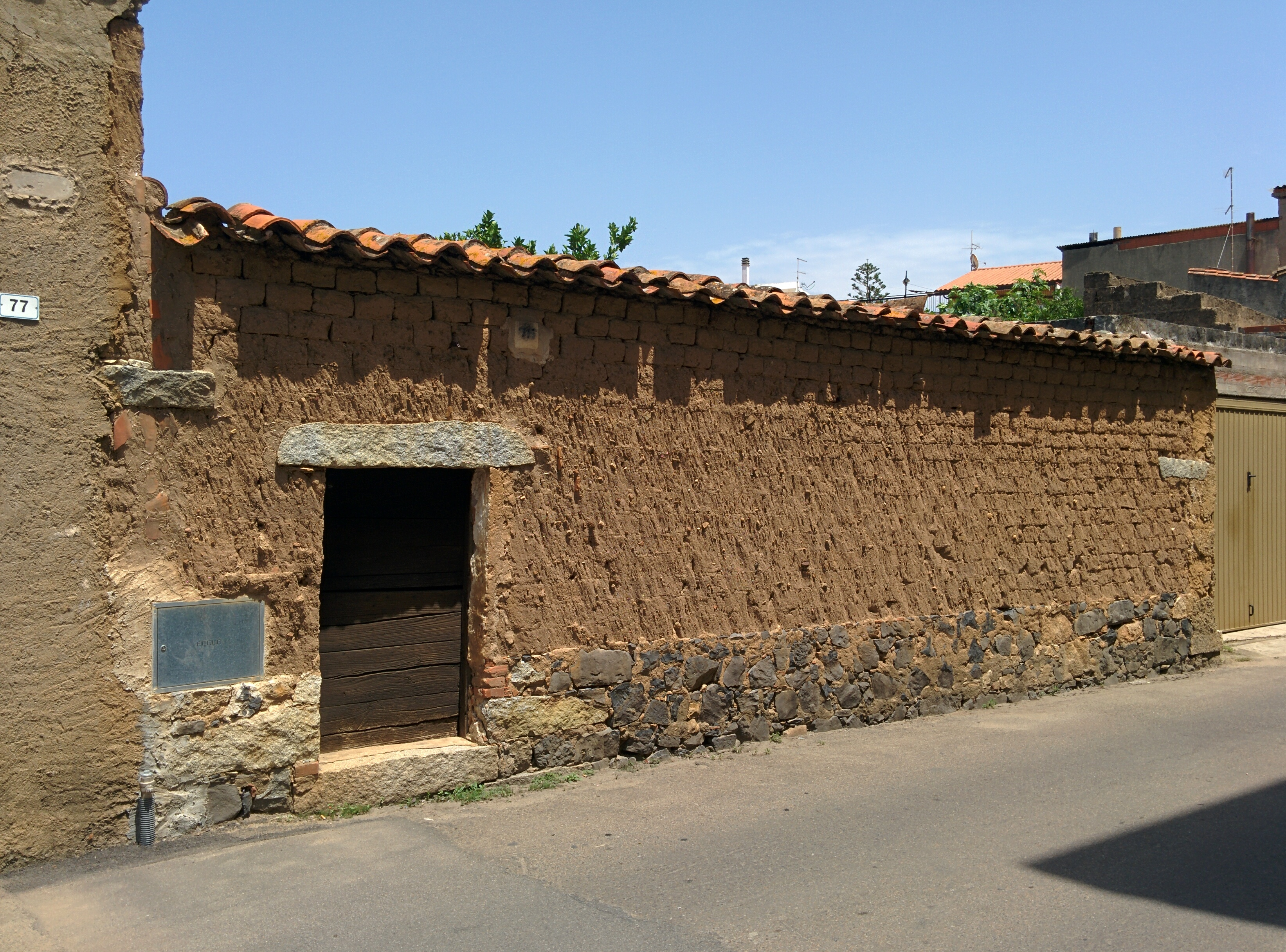
Costruzioni fatte in mattoni di terra chiamate in sardo Làrdini o Làdiri, costruite nel 1940, Sardegna.